# لاعبو بسبي
لاعبو بسبي كانوا مجموعة من لاعبي كرة القدم تم التعاقد معهم وتدريبهم من قبل رئيس كشافة مانشستر يونايتد جو أرمسترونج ومساعد المدير جيمي ميرفي الذين تقدموا من فريق شباب النادي إلى الفريق الأول تحت إدارة مات بسبي الذي يحمل اسمه من أواخر الأربعينيات وطوال الخمسينيات. كان الفريق الأكثر ارتباطا باسم "الأطفال" هو فريق موسم 1957–58 الذي مات الكثير منهم في كارثة ميونخ الجوية والذين بمتوسط عمر 22 عاما تم وصفهم بالسيطرة على كرة القدم الأوروبية خلال الأعوام القليلة التالية.

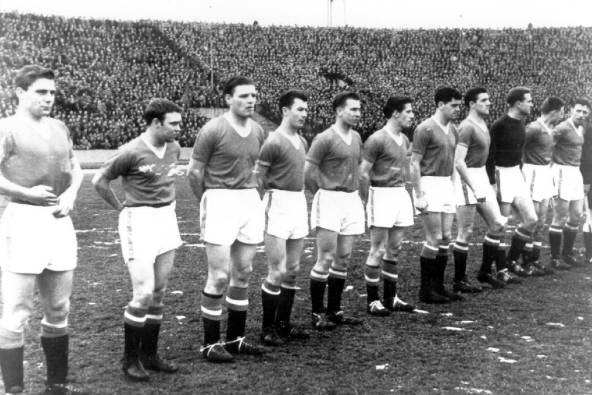
لاعبو بسبي عام 1958 قبل المباراة الأخيرة.

## التاريخ

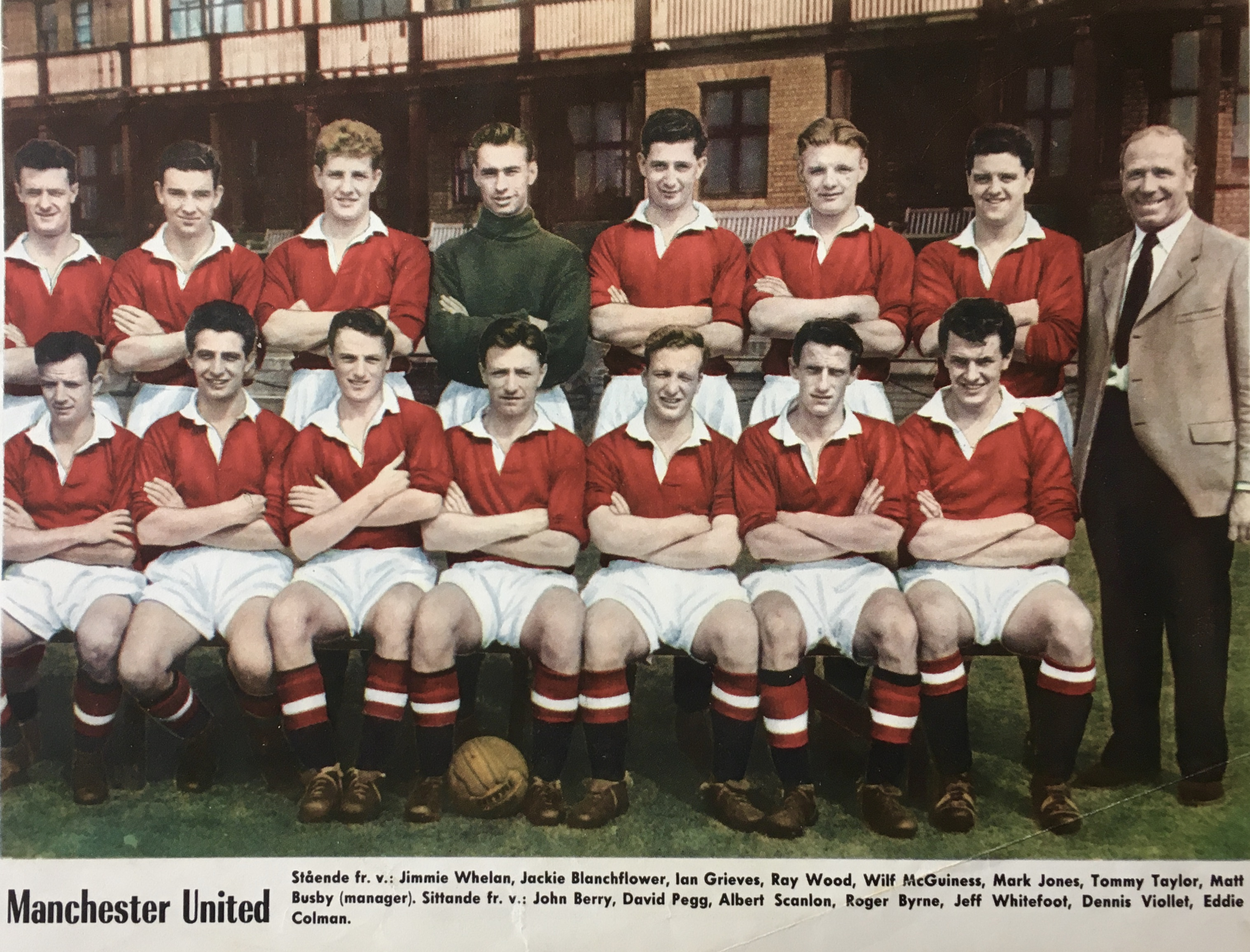
نادي مانشستر يونايتد لكرة القدم عام 1957 - من اليسار وقوفا: ليام ويلان، جاكي بلانشفلاور، إيان جريفز، راي وود، ويلف ماكجينيس، مارك جونز، تومي تايلور، مات بوسبي (المدير الفني)؛ الصف الأمامي: جوني بيري، ديفيد بيج، ألبرت سكانلون، روجر بيرن، جيف وايتفوت، دينيس فيوليت وإدي كولمان.

لم يكن فريق لاعبو بسبي معروفا بكونه شابا وموهوبا فحسب بل لأنه تم تطويره من قبل النادي نفسه بدلا من شرائه من أندية أخرى وهو ما كان معتادا في ذلك الوقت. المصطلح الذي صاغه صحفي أخبار مانشستر المسائية توم جاكسون في عام 1951 يشير عادة إلى اللاعبين الذين فازوا ببطولة الدوري في موسمي 1955–56 و1956–57 بمتوسط عمر 21 و22 عاما على التوالى.
ثمانية من اللاعبين - روجر بيرن (28)، إدي كولمان (21)، مارك جونز (24)، دنكان إدواردز (21)، ليام ويلان (22)، تومي تايلور (26)، ديفيد بيج (22) وجيف بنت ( 25) - توفوا في أو نتيجة لكارثة ميونيخ الجوية في فبراير 1958 بينما أصيب جاكي بلانشفلاور (24 عاما وقت الحادث) واللاعب الكبير جوني بيري (31 عاما وقت الحادث) بجروح بالغة أنهم لم يلعبوا مرة أخرى. كان بيري هو اللاعب الأول في الفريق وقت وقوع الحادث بعد أن تم التعاقد معه من برمنغهام سيتي في عام 1951 وفي ذلك الوقت كان يبلغ من العمر 25 عاما بالفعل.
تم شراء عدد قليل من لاعبي الفريق في ذلك الوقت من أندية أخرى على الرغم من أن أحدهم وهو حارس المرمى راي وود كان عمره 18 عاما فقط عندما انضم إلى مانشستر يونايتد من دارلينجتون في عام 1949. خليفة وود في الفريق الأول هاري جريج تم التعاقد معه في ديسمبر 1957 وتم شرائه من دونكاستر روفرز كأغلى حارس مرمى في العالم في ذلك الوقت مقابل 23500 جنيه إسترليني. كان تومي تايلور واحدا من أغلى اللاعبين في كرة القدم الإنجليزية عندما دفع يونايتد 29.999 جنيها إسترلينيا له عندما كان يبلغ من العمر 21 عاما من بارنسلي في عام 1953 بينما كان جوني بيري بالفعل في النادي لمدة عامين عندما وصل تايلور.
من بين "لاعبي بسبي" البارزين الآخرين الظهير بيل فولكس والأجنحة كيني مورغانز وألبرت سكانلون والمهاجم دينيس فيوليت ونصف الجناح ويلف ماكغينيس (الذي أصبح فيما بعد مديرا لمانشستر يونايتد) والمهاجمين جون دوهرتي وكولين ويبستر وإدي لويس. لم يكن ماكجينيس وويبستر على متن الطائرة عندما تحطمت في ميونيخ بينما تم بيع دوهرتي للتو إلى ليستر سيتي.
بوبي تشارلتون (20 عاما وقت الحادث) اعتزل اللعب عام 1975 على الرغم من أنه ترك مانشستر يونايتد قبل عامين فقد واصل اللعب كلاعب ومدير لفريق بريستون نورث إند. كلاعب سجل الرقم القياسي لتسجيل الأهداف على الإطلاق لمانشستر يونايتد وإنجلترا والذي تم كسره لاحقا من قبل لاعب آخر من مانشستر يونايتد واين روني ولم ينكسر الرقم القياسي لمشاركاته لمدة 35 عاما بعد آخر مباراة له مع مانشستر يونايتد بينما كان رقمه القياسي مع منتخب إنجلترا لم ينكسر حتى عام 2015 عندما سجل روني هدفه رقم 50 مع منتخب إنجلترا. وكان بيل فولكس الذي اعتزل في عام 1970 لا يزال في النادي عندما فاز الفريق بكأس أوروبا في عام 1968.
غادر هاري جريج النادي في موسم 1966–67 ووقع مع ستوك سيتي الذي وقع مع دينيس فيوليت من مانشستر يونايتد قبل خمسة مواسم. انتقل كيني مورغانز إلى سوانزي سيتي في عام 1961 ونادرا ما لعب مع مانشستر يونايتد بعد نهاية موسم 1957–58. تم بيع ألبرت سكانلون إلى نيوكاسل يونايتد في نوفمبر 1960. تم بيع راي وود إلى هدرسفيلد تاون في غضون عام من كارثة ميونيخ بعد أن لم يتمكن من استعادة مكانه في الفريق من هاري جريج وترك أولد ترافورد في نفس الوقت تقريبا. كولين ويبستر الذي تم بيعه إلى سوانسي سيتي. تعرض ويلف ماكجينيس لكسر في ساقه في مباراة الرديف خلال موسم 1959–60 ولم يعد أبدا إلى الفريق الأول على الرغم من بقائه مع النادي كعضو في الجهاز الفني وقضى 18 شهرا كمدير فني لمانشستر يونايتد بعد تقاعد السير مات بازبي في مايو 1969. كما أنهت الإصابة مسيرة جون دوهرتي الذي لعب آخر مباراة له مع ليستر سيتي بعد أقل من عام من بيعه مانشستر يونايتد إلى نادي إيست ميدلاندز.
ولد سامي ماكلروي في بلفاست وانتقل إلى مانشستر يونايتد في عام 1969 مما جعله آخر شراء لمات بازبي و"آخر فريق لاعبي بسبي". يطلق على جيف وايتفوت أيضا لقب "آخر لاعبي بسبي".